# Vesely Kut
Rincón de Jolly  (ucraniano: Веселий Кут) es una localidad del Raión de Bolhrad en el Óblast de Odesa de Ucrania. Según el censo de 2001, tiene una población de 1797 habitantes.